# Steventon, Hampshire
Steventon är en by och en civil parish i Storbritannien. Den ligger i grevskapet Hampshire och riksdelen England, i den södra delen av landet, 80 km väster om huvudstaden London. Enligt folkräkningen för 2001 hade den då en befolkning på 1 502 personer. Den ligger sydväst om staden Basingstoke, nära byarna Overton, Oakley och North Waltham.
Byn är mest känd som författaren Jane Austens födelseort. Hon kom senare att bo i den närbelägna byn Chawton. Den prästgård där hon skrev romanerna Stolthet och fördom, Northanger Abbey och Förnuft och känsla revs 1823. Det enda som återstår är en gammal pump i ett område bredvid en lind som man tror att Jane Austens äldsta bror, James Austen, har planterat.
Kyrkan i Steventon är från 1100-talet och nästan oförändrad sedan den tiden. I kyrkan finns minnesplaketter över James Austen, som tog över socknen från sin far, hans två fruar och några av hans släktingar. Deras gravar finns också på kyrkogården.